# Richard Naylor
Richard Alan Naylor (Leeds, 28 febbraio 1977) è un ex calciatore inglese, di ruolo difensore.